# 21. Arany Málna-gála
A 21. Arany Málna-gálán (Razzies) – az Oscar-díjnak szánt fricskaként – az amerikai filmipar 2000. évi legrosszabb filmjeit, illetve azok alkotóit díjazták kilenc kategóriában. A „győztesek” kihirdetésére 2001. március 24-én, a 73. Oscar-gála előtti estén került sor a santa monicai Radisson-Huntley Hotel „Garden” termében.
A 2001-es gálán „tarolt” az L. Ron Hubbard regényéből, John Travolta főszereplésével és produceri munkájával készült Háború a Földön című akció-sci-fi: 8 jelölésből 7 díjat vitt el, utolérve ezzel a Showgirls öt éve egyedül tartott rekordját. Mellette csak 1-1 díjat kapott Madonna révén A második legjobb dolog, illetve legrosszabb folytatásként a Blair Witch – Ideglelés 2. 
A díjalapító John Wilson a Háború a Földön forgatókönyvírójának, J.D. Shapiro-nak Mark Ebner rádióműsorában adta át a legrosszabb forgatókönyvért kiosztott díjat. Shapiro megjegyezte, hogy John Travolta a sci-fi „Schindler listájának” nevezte a film szkriptjét. Bár hivatalosan nem fogadta el a díjat, miután nyilvánosságra hozták „győzelmét”, Barry Pepper (Háború a Földön) kijelentette: ha tudta volna, hogy ő nyeri a legrosszabb férfi mellékszereplő díjat, elment volna a gálára átvenni.

## Díjazottak és jelöltek
| „Győztes” |

| Kategória                         | „Győztesek” és jelöltek                                                                                                |
| --------------------------------- | --- |
| Legrosszabb film                  | Háború a Földön, producer: Jonathan Krane, Elie Samaha és John Travolta (Warner Bros.)                                 |
| Legrosszabb film                  | Blair Witch – Ideglelés 2., producer: Bill Carraro (Artisan Entertainment)                                             |
| Legrosszabb film                  | A Flintstone család 2. – Viva Rock Vegas, producer: Bruce Cohen (Universal Studios)                                    |
| Legrosszabb film                  | Sátánka – Pokoli poronty, producer: Jack Giarraputo és Robert Simonds (New Line Cinema)                                |
| Legrosszabb film                  | A második legjobb dolog, producer: Tom Rosenberg, Leslie Dixon, Linne Radmin és Gary Lucchesi (Paramount Pictures)     |
| Legrosszabb remake vagy folytatás | Blair Witch – Ideglelés 2., producer: Bill Carraro (Artisan Entertainment)                                             |
| Legrosszabb remake vagy folytatás | A Grincs, producer: Ron Howard és Brian Grazer (Universal Pictures)                                                    |
| Legrosszabb remake vagy folytatás | A Flintstone család 2. – Viva Rock Vegas, producer: Bruce Cohen (Universal Pictures)                                   |
| Legrosszabb remake vagy folytatás | Get Carter, producer: Mark Canton, Neil Canton és Elie Samaha (Warner Bros.)                                           |
| Legrosszabb remake vagy folytatás | Mission: Impossible 2., producer: Tom Cruise és Paula Wagner (Paramount)                                               |
| Legrosszabb férfi főszereplő      | John Travolta – Háború a Földön és Telitalálat                                                                         |
| Legrosszabb férfi főszereplő      | Leonardo DiCaprio – A part                                                                                             |
| Legrosszabb férfi főszereplő      | Adam Sandler – Sátánka – Pokoli poronty                                                                                |
| Legrosszabb férfi főszereplő      | Arnold Schwarzenegger (mint az igazi Adam Gibson) – A hatodik napon                                                    |
| Legrosszabb férfi főszereplő      | Sylvester Stallone – Get Carter                                                                                        |
| Legrosszabb női főszereplő        | Madonna – A második legjobb dolog                                                                                      |
| Legrosszabb női főszereplő        | Kim Basinger – Áldott a gyermek és Álom Afrikáról                                                                      |
| Legrosszabb női főszereplő        | Melanie Griffith – Cecil B. Demented                                                                                   |
| Legrosszabb női főszereplő        | Bette Midler – Hát nem édes?                                                                                           |
| Legrosszabb női főszereplő        | Demi Moore – Ébren álmodó                                                                                              |
| Legrosszabb férfi mellékszereplő  | Barry Pepper – Háború a Földön                                                                                         |
| Legrosszabb férfi mellékszereplő  | Stephen Baldwin – A Flintstone család 2. – Viva Rock Vegas                                                             |
| Legrosszabb férfi mellékszereplő  | Keanu Reeves – A leskelődő                                                                                             |
| Legrosszabb férfi mellékszereplő  | Arnold Schwarzenegger (mint Adam Gibson klónja) – A hatodik napon                                                      |
| Legrosszabb férfi mellékszereplő  | Forest Whitaker – Háború a Földön                                                                                      |
| Legrosszabb női mellékszereplő    | Kelly Preston – Háború a Földön                                                                                        |
| Legrosszabb női mellékszereplő    | Patricia Arquette – Sátánka – Pokoli poronty                                                                           |
| Legrosszabb női mellékszereplő    | Joan Collins – A Flintstone család 2. – Viva Rock Vegas                                                                |
| Legrosszabb női mellékszereplő    | Thandiwe Newton – Mission: Impossible 2.                                                                               |
| Legrosszabb női mellékszereplő    | Rene Russo – Rocky és Bakacsin kalandjai                                                                               |
| Legrosszabb filmes páros          | John Travolta és bárki, aki megosztotta vele a mozivásznat – Háború a Földön                                           |
| Legrosszabb filmes páros          | Bármely két színész – Blair Witch – Ideglelés 2.                                                                       |
| Legrosszabb filmes páros          | Richard Gere és Winona Ryder – Ősz New Yorkban                                                                         |
| Legrosszabb filmes páros          | Madonna és Rupert Everett vagy Benjamin Bratt – A második legjobb dolog                                                |
| Legrosszabb filmes páros          | Arnold Schwarzenegger (mint az igazi Adam Gibson) és Arnold Schwarzenegger (mint Adam Gibson klónja) – A hatodik napon |
| Legrosszabb rendező               | Roger Christian – Háború a Földön                                                                                      |
| Legrosszabb rendező               | Joe Berlinger – Blair Witch – Ideglelés 2.                                                                             |
| Legrosszabb rendező               | Steven Brill – Sátánka – Pokoli poronty                                                                                |
| Legrosszabb rendező               | Brian De Palma – A Mars-mentőakció                                                                                     |
| Legrosszabb rendező               | John Schlesinger – A második legjobb dolog                                                                             |
| Legrosszabb forgatókönyv          | Háború a Földön, forgatókönyv: Corey Mandell és J.D. Shapiro, L. Ron Hubbard regénye alapján                           |
| Legrosszabb forgatókönyv          | Blair Witch – Ideglelés 2.forgatókönyv: Daniel Myrick, Eduardo Sánchez, Dick Beebe és Joe Berlinger                    |
| Legrosszabb forgatókönyv          | A Grincs, forgatókönyv: Jeffrey Price és Peter S. Seaman                                                               |
| Legrosszabb forgatókönyv          | Sátánka – Pokoli poronty, forgatókönyv: Tim Herlihy, Adam Sandler és Steven Brill                                      |
| Legrosszabb forgatókönyv          | A második legjobb dolog, forgatókönyv: Tom Ropelewski                                                                  |

## A kategóriákban előforduló filmek
| Jelölés | Díj | Magyar cím                               | Eredeti cím                          |
| ------- | --- | ---------------------------------------- | ------------------------------------ |
| 8       | 7   | Háború a Földön                          | Battlefield Earth                    |
| 5       | 1   | A második legjobb dolog                  | The Next Best Thing                  |
| 5       | 1   | Blair Witch – Ideglelés 2.               | Book of Shadows: Blair Witch 2       |
| 5       | 0   | Sátánka – Pokoli poronty                 | Little Nicky                         |
| 4       | 0   | A Flintstone család 2. – Viva Rock Vegas | The Flintstones in Viva Rock Vegas   |
| 3       | 0   | A hatodik napon                          | The 6th Day                          |
| 2       | 0   | A Grincs                                 | How the Grinch Stole Christmas       |
| 2       | 0   | Get Carter                               | Get Carter                           |
| 2       | 0   | Mission: Impossible 2.                   | Mission: Impossible II               |
| 1       | 1   | Telitalálat                              | Lucky Numbers                        |
| 1       | 0   | Áldott a gyermek                         | Bless the Child                      |
| 1       | 0   | A leskelődő                              | The Watcher                          |
| 1       | 0   | Álom Afrikáról                           | I Dreamed of Africa                  |
| 1       | 0   | A Mars-mentőakció                        | Mission to Mars                      |
| 1       | 0   | A part                                   | The Beach                            |
| 1       | 0   | Cecil B. Demented                        | Cecil B. DeMented                    |
| 1       | 0   | Ébren álmodó                             | Passion of Mind                      |
| 1       | 0   | Hát nem édes?                            | Isn't She Great                      |
| 1       | 0   | Ősz New Yorkban                          | Autumn in New York                   |
| 1       | 0   | Rocky és Bakacsin kalandjai              | The Adventures of Rocky & Bullwinkle |